# IA in Oberbayern (1937)
„I A“ in Oberbayern (Geh’ mach dei Fensterl auf) ist der Titel eines deutschen Tonfilms, den Franz Seitz senior 1936 nach einem Theaterstück von Hans Fitz mit Ursula Grabley, Franz Schafheitlin und Harald Paulsen in den Hauptrollen bei der Münchener Bavaria-Film AG realisiert hat.
Fitz schrieb mit Seitz sr. auch das Drehbuch. „I A“ steht für das damalige Kfz-Kennzeichen von Berlin. Der Nebentitel geht auf die Refrainzeile aus einem ‘Lied im Volkston’ zurück, dessen Worte und Weise der Komponist des berühmten „Deutschmeister-Regiments-Marsches“, Wilhelm August Jurek (1870–1934), geschrieben hat.

## Produktionsnotizen
Der Film war eine Produktion der Bavaria-Film AG in Geiselgasteig bei München und wurde von Franz Koch photographiert. Schnittmeister war Gottlieb Madl. Das Szenenbild gestalteten Max Seefelder und Josef Franz Strobl, die Kostüme entwarf Hildegard Bornkessel. Produktionsleiter waren Theo Kasper und Gustl Lautenbacher, die Tonaufnahmen machte Karl-Albert Keller auf Tobis-Klangfilm-Apparatur.
Außenaufnahmen entstanden auf dem Flugplatz Schleißheim bei München, in Garmisch-Partenkirchen und in Siegsdorf sowie in Berlin und Umgebung.
Filmmusik
„Geh’ mach dei Fensterl auf“; Lied im Volkston. Text und Musik: Wilhelm August Jurek.
„Die Berliner und die Münchner“; Walzerlied aus dem Film „I A in Oberbayern“, Worte: Erich Meder, Musik: Peter Igelhoff, pseud. f. Rudolf August Ordnung.
„Ein Herzerl für’s Herzerl“, Polka von Igelhoff und Ritter.
Der Film lag der Reichsfilmstelle München am 25. November 1936 zur Zensurierung vor und konnte am 2. Februar 1937 in München uraufgeführt werden.
In Österreich wurde er von der Hugo Engel-Filmgesellschaft verliehen. Das Kinoplakat entwarf der Gebrauchsgrafiker und Maler Willy Engelhardt.

## Rezeption
Den Film sahen in der Saison 1936/37 im Deutschen Reich 1,55 Millionen Zuschauer.
"Neben propagandistischen Filmen entstanden [sc. bei der Bavaria] weiterhin Filme mit süddeutschem Kolorit und Bayern-Filme mit Volksschauspielern wie Joe Stöckel, Weiß Ferdl und Wastl Witt. „IA in Oberbayern“ (1936) von Franz Seitz wird einer der größten Erfolge der Bavaria, auch wenn er die Pleite im Jahr 1937 nicht mehr abwenden kann. Dies ist die Stunde der 1929 gegründeten Cautio Treuhand GmbH von Max Winkler, die für das Propagandaministerium Unternehmen der deutschen Filmindustrie aufkauft. 1938 entstand so die reichsmittelbare „Bavaria Filmkunst GmbH“; 1942 wurde dieser Prozess durch die Einverleibung der Bavaria in den Ufa-Konzern abgeschlossen."
Der Journalist und zeitw. MdB Georg Kahn-Ackermann schrieb 1951 rückblickend über die Bavaria Film AG-Pleite:
"Dieser Film sanierte die Bavaria. Im Jahr 1936 ging die Bavaria Film AG pleite. Drei Leute trugen ein paar alte Dekorationen zusammen, die von früheren Filmen übriggeblieben waren und überlegten, ob man daraus noch einen Film machen könnte. Sie verpfändeten das ganze Inventar und kratzten etwas Geld zusammen. In wenigen Nächten schrieben sie ein Drehbuch, dessen fertige Seiten jeweils am nächsten Morgen abgedreht wurden. Rohfilm und Kopien bekamen sie auf Kredit. Ihre Verzweiflungstat wurde ein Riesenerfolg und spielte 15 Millionen Mark ein. Die Bavaria war saniert. Der Film hieß IA IN OBERBAYERN."
Reichspropagandaminister Joseph Goebbels war mit dem Film nicht zufrieden. Er notierte nach Ansicht in sein Tagebuch: „Filme angeschaut … I A Oberbayern, eine schlechte Persiflage auf Nord und Süd. Geist- und phantasielos gemacht. Das lohnt sich nicht. Heute: Arbeit, Arbeit !“
Rudolf Müller, Diplom-Psychologe und gebürtiger Nürnberger, sah den Film am 23. Januar 1941 und vermerkte dazu in seinem Tagebuch: „Belanglose Klamotte um Greta, das Töchterchen von Generaldirektor Bullerjahn aus Berlin, die vor Verehrern nach Oberbayern flüchtet und sich zum Schein den strammsten Burschen des Dorfes anlacht, usw. usw.“
In der New York Times wurde der Film im November 1939 als rasante romantische Komödie und als Mischung aus Humor und Slapstick bezeichnet. Die Zuschauer in New York seien offensichtlich amüsiert gewesen. Harry Waldman fand in seinem 2008 erschienenen Buch über Nazi Films in America, 1933–1942, Franz Seitz sr. spiele mit seinem Film odious city existence gegen glorious country living aus und lenke damit die amerikanischen Zuschauer von Hitlers wahren Absichten ab.

## Weiterwirken
Hans Albin drehte 1956 ein farbiges remake von „I A in Oberbayern“, das aber von der Kritik als „a rechter Schmarrn“ bewertet wurde.